# 손탁호텔
손탁호텔(독일어: Sontag Hotel)은 대한제국 한성부 정동(오늘날의 서울의 정동)에 1902년에 세워진 서양식 호텔이다. 고종이 덕수궁 옆(오늘날의 이화여자고등학교 100주년 기념관 근처)에 있는 1,184평에 달하는 황실 소유의 가옥 및 토지를 하사하고, 25개의 객실을 갖춘 2층짜리 호텔을 지은 뒤, 당시 한성에 체류하던 독일인인 앙투아네트 손탁에게 운영을 맡겼다.
구한말 변변한 숙박시설이 없던 시절부터 서울 시내에서 가장 유명하고 주목받았던 서양식 호텔이자 대표 사교 공간이었다. 한편으로는 아관파천 이후 손탁 자신이 고종황제의 신임을 받아 밀사의 역할을 수행했을 때가 많았기에 근대사의 비화를 낳았던 장소이기도 하였으며, 반일 활동가 헐버트와 <대한매일신보> 사장 베델의 활동도 이곳에서 이뤄졌다. 1905년 을사조약 체결 당시에는 일본특파대사 이토 히로부미가 조약 체결을 위해 머물던 장소이기도 하다.
한편 서울에 건립된 최초의 서양인 호텔이라는 인식이 많지만 이미 1897년 정동 황궁 구내에 서울호텔이, 1901년 대안문 앞에 팔레 호텔, 서대문정거장 앞에 스테이션 호텔 등이 존재하고 있었기에 최초의 호텔에는 해당하지 않는다.

## 명칭
손탁호텔이라는 명칭은 호텔 지배인인 앙투아네트 손탁의 성인 '손탁' (Sontag)를 따와 불렀던 것에서 유래하였다. 한국어로는 손택양 (孫澤, 孫擇, 孫㡯) 내지는 손택 부인이라 불리었기에 이에 따른 명칭도 다양했는데, 다음과 같았다.
| - 손택부인가 (孫澤夫人家) - 손택양저 (孫擇孃邸) - 손택저 (孫澤邸) - 손탁빈관 (孫澤賓館) - 한성빈관 (漢城賓館) - 손택낭저 (孫澤娘邸) | - 손택양가 (孫擇孃家) - 손택양가 (孫宅孃家) - 손택양씨가 (孫擇孃氏家) - 손택양사저 (孫擇孃私邸) - 손택양저 (孫擇孃邸) - 손택양관저 (孫擇孃官邸) | - 손택양여관 (孫擇孃旅館) - 궁내부 용달여관 (宮內府 用達旅館) - 정동화부인가 (貞洞花夫人家) - 정동화부인옥 (貞洞花夫人屋) - 정동화옥 (貞洞華屋) |

## 역사

### 손탁 여사
손탁 호텔을 설립한 앙투아네트 손탁은 1885년 러시아 공사 베베르를 따라 서울에 처음 발을 디뎠다. 이후 독일어, 프랑스어, 러시아어, 영어, 한국어의 5개국어를 능숙하게 구사하며 궁중과 연결고리를 만들었으며, 서양요리와 실내장식을 담당하며 왕가의 신임을 얻었다.
1885년 베베르 초대 공사 부임부터 손탁은 베베르 부인과 함께 러시아 공사관에 머물렀고, 1897년 8월 공사 부인이 퇴임한 이후로는 "공사관 맞은편 가옥"에 거주하였다. 본래 미국인 선교사 다니엘 기포드 (Daniel Lyman Gifford)가 살던 정동 29번지 구역을 사들여 사저로 삼은 것이나, 그 매입 시점이 언제인지는 확실히 밝혀진 바가 없다. 손탁 여사의 사저로 사용되던 이 당시부터 이미 서울에 거주하는 서양인들의 일상적 공간으로 자리매김되고는 했다. 1902년 4월 9일 독일인 리하르트 분쉬의 서한에서는 손탁의 집에 자주 내왕했던 일을 적으면서 "그 집 요리는 일품", "벨기에 영사와 프랑스 공사의 비서도 거기서 식사하며 프랑스어로 대화한다"고 밝히기도 했다.
1902년 10월에는 옛 가옥을 헐고 새로운 양옥 건물을 지어 호텔의 용도로 사용하기 시작하였다. 신축 당시 황실의 '프라이빗 호텔'. 즉 예약손님만 투숙하는 호텔로 운영되었는데 건물의 위층은 귀빈실로, 아래층은 손탁의 거주공간을 비롯해 일반 객실과 식당 등을 배치한 구조로 알려졌다. 호텔의 설계는 러시아의 사바틴 하였다.
호텔의 1층에는 서울 최초의 커피숍이 있었는데, 서울에 체류하던 서양인들이 자주 찾는 곳이었다. 영국의 총리였던 윈스턴 처칠도 1904년 종군기자로 러일전쟁 취재차 한국을 방문하였을 때 이 호텔에 묵었으며
미국의 소설가 잭 런던 또한 종군기자로 러일전쟁 취재차 한국을 방문하였을 때 이 호텔에 묵었다. 한편 톰 소여의 모험을 집필했던 미국의 소설가인 마크 트웨인도 이 호텔에 묵은 적이 있다고 알려졌지만 그 근거를 찾을 수는 없다. 그리고, 이토 히로부미도 이 호텔에 투숙하여 조선의 대신들을 호텔로 초청하여 만났다.

### 매각과 그 이후
1909년 손탁은 궁내부 황실전례관 직책에서 물러나면서 호텔을 팰리스 호텔의 주인 J. 보에르에게 매각하였다. 이후 프랑스로 돌아가기 위한 채비를 시작했다. 1909년 8월 4-5일자 <더 서울 프레스>에서는 손탁이 이달 중에 고향으로 떠난다는 사실이 보도되고, "미스 손탁의 근사한 집이 호텔로 전환될 것"이며 "보에르 씨의 단독 경영 하에 그렇게 된다"고 밝히고 있다. 8월 27일에는 손탁의 마지막 저녁식사 파티가 진행되었고, 8월 29일에는 독일 총영사의 주최로 송별 오찬 대연회를 열었다. 1909년 9월 19일에는 한국을 떠났다.
손탁호텔이 보에르에게 매각된 이후로는 기존의 프라이빗 호텔 방식을 폐지하고 통상적인 형태의 일반 호텔로 변모하였다. 특히 적극적으로 투숙객을 유치하기 위한 광고가 신문상을 장식하였는데, <더 서울 프레스>의 9월 18일자 이후에 연속 게재된 영문 광고에는 다음과 같이 소개하고 있다.
손탁 호텔
J. 보에르, 승계자. 한국 서울 공사관거리.
한국에서 가장 크고 가장 편리한 호텔.
각방에 욕실이 딸린 25개의 객실.
가족 투숙객 및 여행자 고객들을 위한 모든 가정편의시설과 최상의 프랑스 요리.
공식 연회, 결혼식, 무도회, 피로연, 메이슨식 및 각종 여흥.
통역자, 가이드, 짐꾼은 즉시 대기.
케이블 주소 : "sontag.", 전화 739

1914년에 발행된 여행 책자 <테리의 일본제국 여행안내> (Terry's guide to the Japanese Empire)의 말미에도 손탁호텔을 홍보하는 광고가 수록되어 있는데, 여기서는 "냉온수와 전기등, 최신 위생시설을 완전히 갖춤", "통역자, 가이드, 짐꾼, 승마 제공 가능", "바와 대형 당구장이 있는 별관", "프랑스어, 이탈리아어, 스페인어, 영어로 접객 가능"으로 홍보를 내세웠지만 25개 객실수는 변함이 없었다.
하지만 손탁호텔은 1910년을 기점으로 서서히 경영난에 빠졌고, 위 광고가 게재될 무렵인 1914년 10월에는 조선총독부 철도국의 직영 호텔로서 64개 객실을 갖춘 조선호텔이 완공되면서 위기가 닥쳤다. 1915년 8월 18일자 <매일신보>에는 손탁 호텔의 경매 비품광고가 실려 "손탁호텔 안을 경매로 삼아, 손탁호텔비품 (가구, 식기, 잡품 점부)를 8월 19일 오전 10시부터 기한 없이 경매처리"한다는 소식이 실렸다. 이후 손탁 호텔이 언급된 광고는 1916년 패밀리호텔의 광고문안에서 '손택호테루' (孫澤ホテル)란 이름으로 등장한 것을 제외하면 찾아볼 수 없다.
1917년에는 손탁호텔 건물과 부지가 이화학당으로 넘겨졌고, 이후 여러 해 동안 메인홀 기숙사의 별관으로서 여학생 기숙사로 전환되어 사용되었다. 1922년에는 이화학당 프라이홀 (Frey Hall) 신축을 위해 헐리면서 손탁 호텔의 자취는 완전히 사라졌다. 프라이홀 역시 한국 전쟁 당시에 서울에 가해진 폭격으로 소실되고 재건되었다가 1975년에 다시 화재로 전소되면서 철거, 현재는 손탁호텔이 위치해 있었음을 보여주는 비석만 남아있다.

## 건축
대한제국 당시 유명한 건축기사 사바틴과 심의석(沈宜錫)이 1902년 ~ 1903년에 걸쳐 건립하였다.

## 같이 보기

### 일반 주제
- 손탁 호텔
- 앙투아네트 손탁

### 관련 인물
- 서재필
- 이상재
- 윤치호
- 사바틴
- 심의석